# Église réformée néerlandaise d'Oranjestad
L'église réformée néerlandaise est une église protestante située à Oranjestad sur l'île de Saint-Eustache, dans les Petites Antilles.

## Histoire
Cette église a été construite en 1755. Les murs nord et ouest de la tour étaient en plâtre blanc pour servir de phare à ceux qui étaient en mer. C'est un bâtiment qui a accueilli plusieurs confessions chrétiennes : en 1795, les membres de la congrégation réformée néerlandaise quittèrent l'île, des ministres anglicans, des prêcheurs méthodistes et même un prêtre catholique - qui devint plus tard évêque de Willemstad (Curaçao) - organisèrent des offices à l'intérieur de ces murs. Mais, faute de paroissiens, l'église est tombée en ruine.
Tous les matériaux de construction historiques utilisés à Saint-Eustache sont incorporés dans les murs : briques hollandaises et de la Nouvelle-Angleterre, basalte volcanique taillé dans la région et pierre de chaux des Bermudes. La plupart des tombes dans la cour de l'église remontent au XVIIIe siècle.